# Astrapotheriidae
Gli Astrapoteriidi (Astrapotheriidae) erano una famiglia degli Astrapoteri, mammiferi fossili vissuti in Sudamerica durante il Cenozoico.
È stato possibile ricostruire molti scheletri completi dato che erano sommersi dalla cenere vulcanica, e quindi ottimamente conservati. Il loro modo di vivere e i loro rapporti con gli altri ungulati restano misteriosi.

## Generi
- Astraponotus
- Astrapothericulus
- Astrapotherium
- Comahuetherium
- Granastrapotherium
- Isolophodon
- Parastrapotherium
- Scaglia
- Synastrapotherium
- Uruguaytherium
- Xenastrapotherium